# Bijleveldschesluis

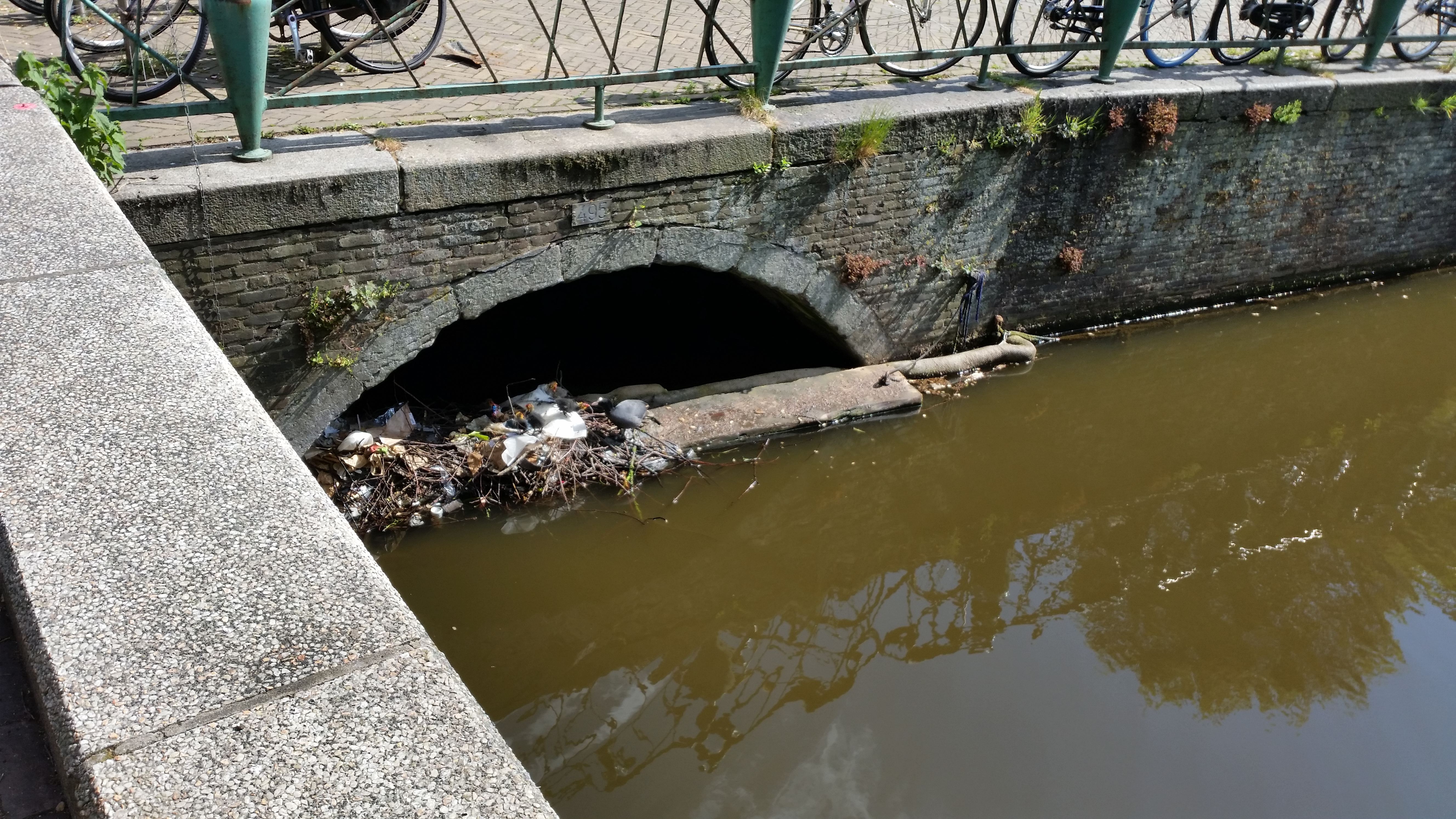
Zuider ingang (mei 2020)

De Bijleveldschesluis (brug 495) is een bouwkundig kunstwerk te Amsterdam-Centrum.
De van oorsprong zijnde sluis bevindt zich al eeuwenlang grotendeels onder de grond; het werd omgebouwd tot een meterslange duiker, die loopt vanaf de Geldersekade tot aan de Kloveniersburgwal. Daarmee loopt ze onder de Nieuwmarkt en ook het zuidoostelijke deel van het historische gebouw Waag. Die genoemde grachten sluiten van boven gezien niet perfect op elkaar aan, reden waarom de ingang aan de Geldersekade in het midden ligt en die aan de Kloveniersburgwal aan de westkant. 
Een eerste versie wordt waarschijnlijk al rond 1425 aangelegd, dan een sluis. Dan zijn de Kloveniersburgwal (in verbinding met de Amstel) en de Geldersekade (in verbinding met tijgevoelig Y) gegraven. Om het verschil in waterpeil te neutraliseren werd een sluis aangelegd. De stad rukte op en de sluis moest verplaatst worden naar haar de plaats waar ze sinds 1454 ligt. Ze werd aangelegd in wat later de Sint-Anthoniepoort zou worden, die in 1482 geheel over de waterkering wordt gebouwd. Van scheepvaart is dan geen sprake, zoals terug te vinden is op een tekening die de situatie van 1604 zou weergeven. Die voorouder is terug te vinden op de kaarten van Cornelis Anthonisz. uit 1544, de militaire kaart van 1560 en de kaart van Balthasar Florisz. van Berckenrode uit 1625. Daar is in de walkant een zwarte stip zichtbaar, de vermoedelijk noorder ingang. Die sluis zou nog iets naar het zuiden verplaatst worden en een zijtak krijgen naar de Huidenvettersloot (gedempt in 1899).
De naam voert terug op het Waterschap Bijleveld dat toen terreinen had ten oosten van de stad. De naam is voorts nog te vinden in het afwateringskanaal Bijleveld. De sluis onder de Sint-Anthoniespoort (Waag) viel aanvankelijk onder het beheer van Bijleveld, maar ging in juli 1492 over naar Amsterdam.
Gerrit de Broen is met zijn kaart van 1737 gedetailleerder. Hij tekende een noordelijke ingang (met waterstroom) en vermeldde tevens een schutsluys onder de Sint-Antonismarkt; hij vermeldde ook de Sint Antonis Waag nabij de Geldersche Kay.  
Die geschiedenis was nog deels terug te vinden toen in de periode 1988-1990 de Nieuwmarkt op de schop ging, men vond oude resten. De duiker is dan zo vervallen dat ze in het geheel vernieuwd moet worden.

## Afbeeldingen

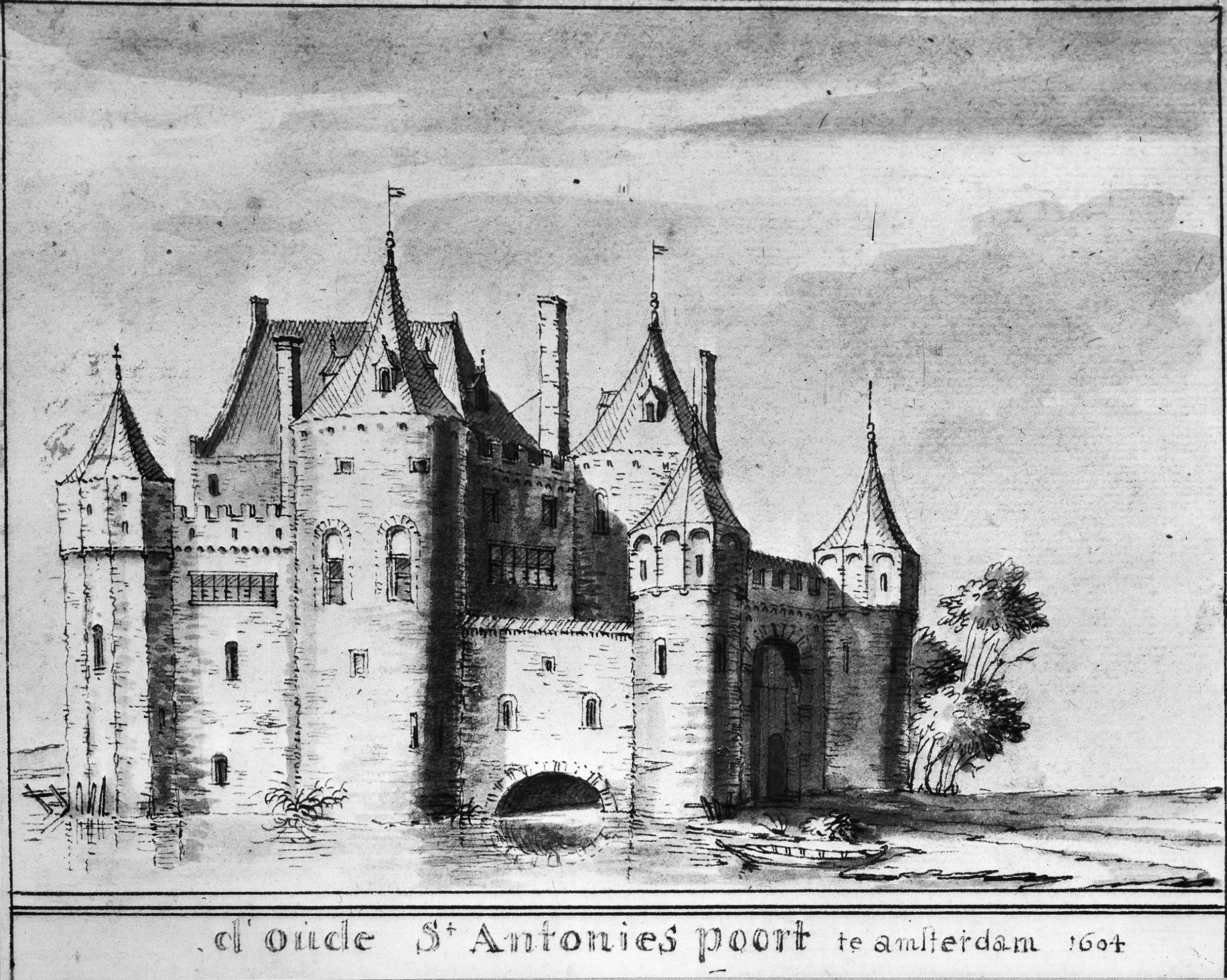
Tekening met situatie in 1604
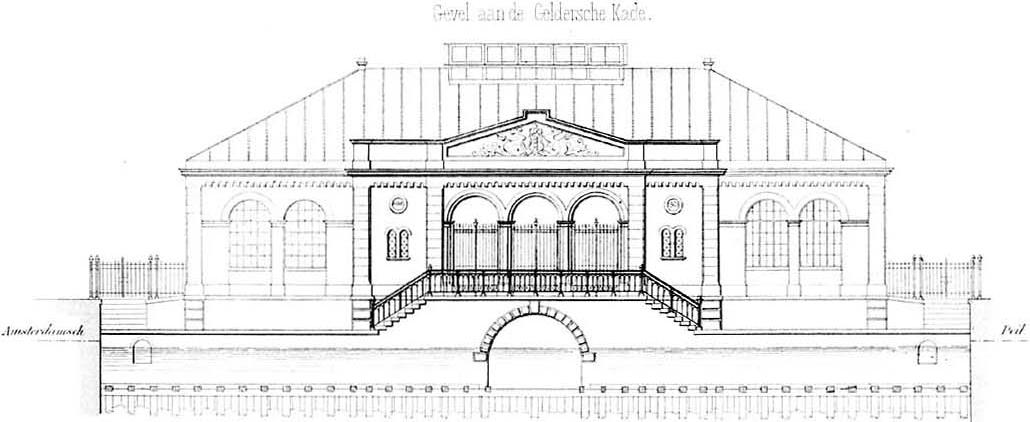
Bouwtekening Vismarkt met duikeringang (1861)
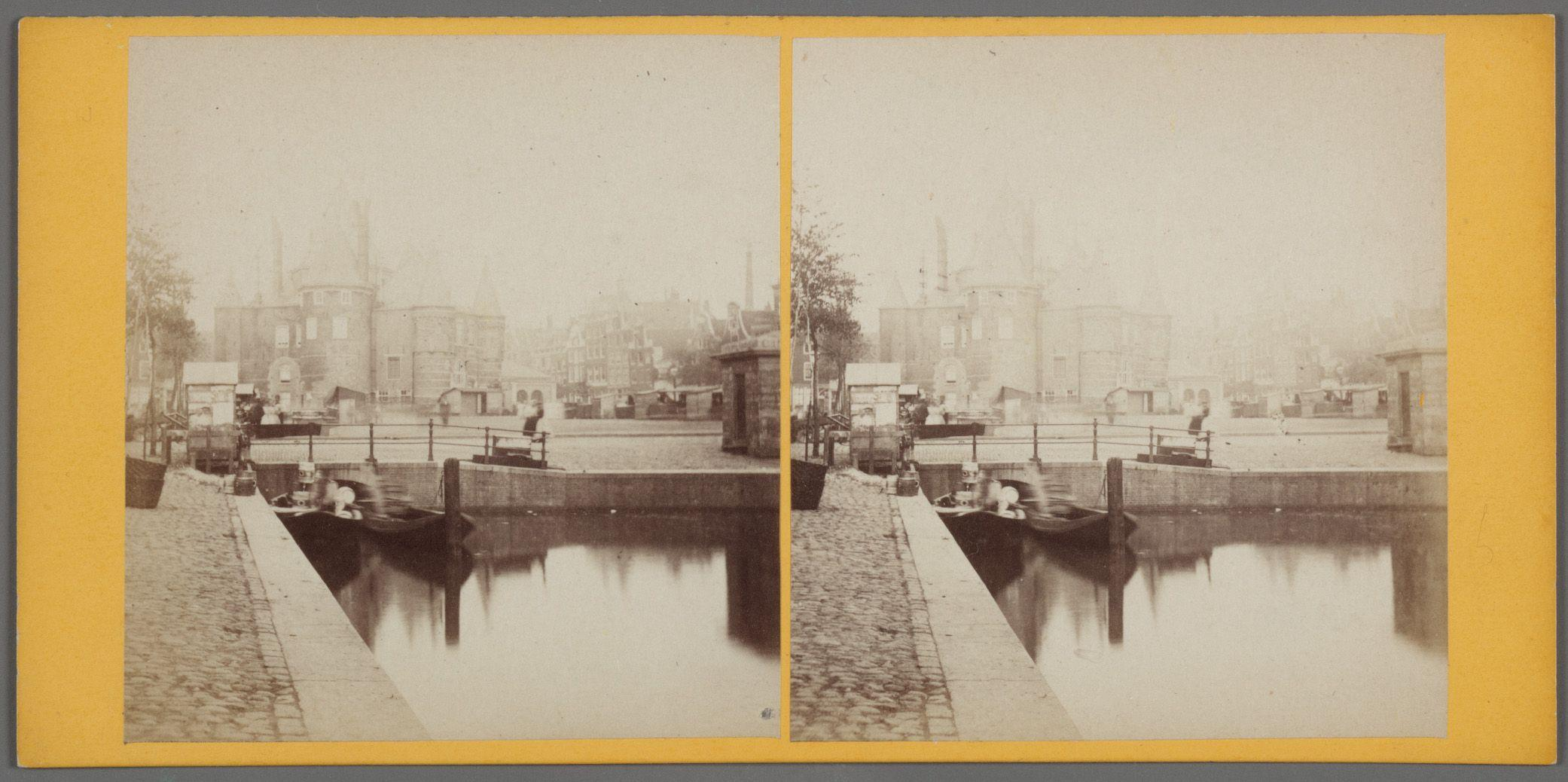
Zuidelijke ingang Kloveniersburgwal (1865-1870)
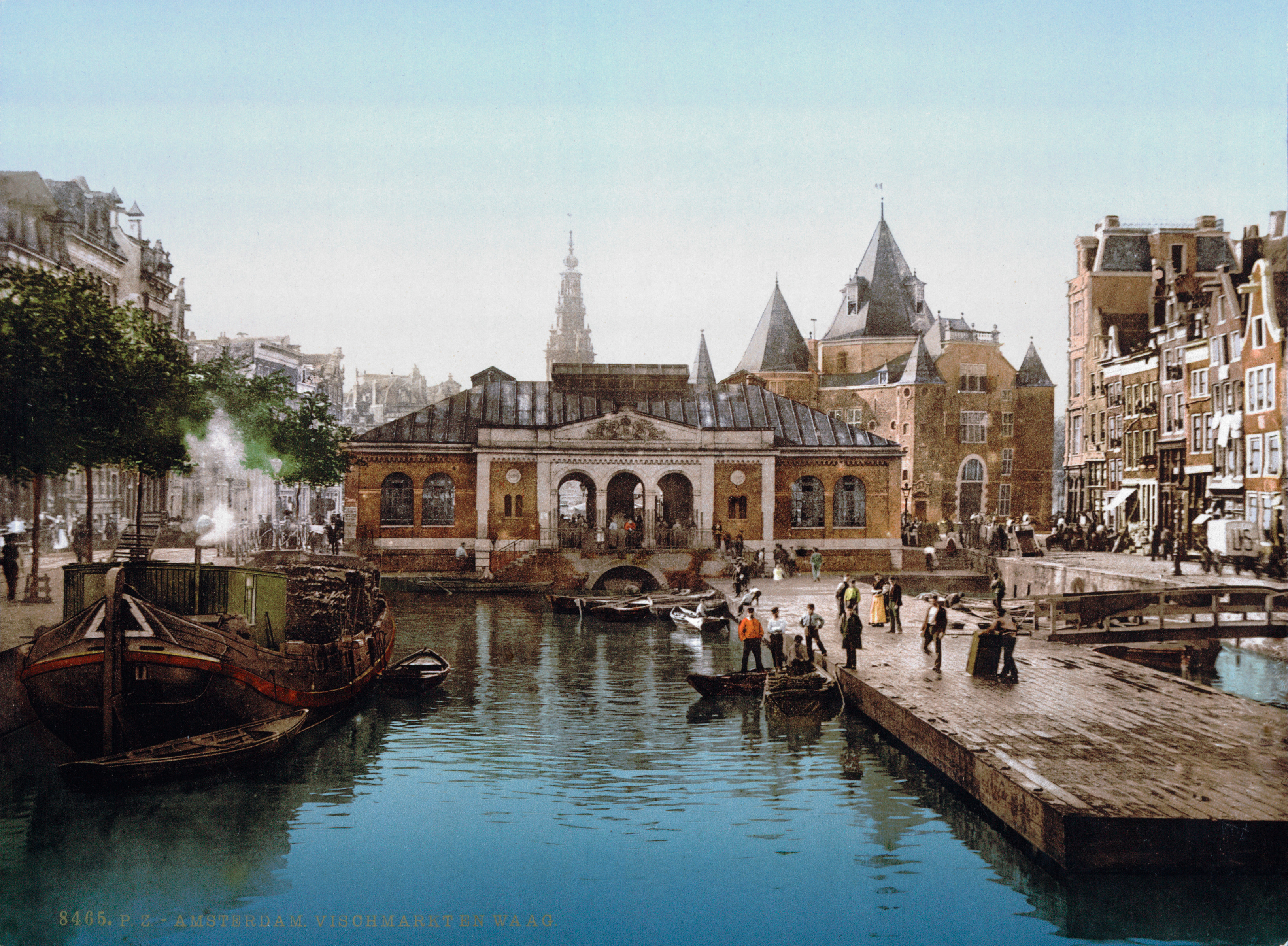
Noordelijke ingang onder de Vismarkt (1900)

<<< · 400 · 401 · 402 · 403 · 404 · 405 · 406 · 407 · 408 · 409 · 410 · 411 · 413 · 414 · 415 · 416 · 417 · 418 · 419 · 420 · 421 · 422 · 423 · 424 · 425 · 427 · 429 · 430 · 431 · 432 · 433 · 434 · 435 · 436 · 437 · 438 · 439 · 440 · 441 · 442 · 443 · 444 · 445 · 446 · 447 · 448 · 449 · 450 · 451 · 452 · 453 · 454 · 455 · 456 · 457 · 458 · 459 · 460 · 461 · 462 · 463 · 464 · 465 · 466 · 469 · 470 · 471 · 472 · 473 · 474 · 475 · 476 · 478 · 479 · 480 · 482 · 483 · 485 · 486 · 487 · 488 · 489 · 490 · 491 · 492 · 493 · 494 · 495 · 496 · 497 · 499 · >>>
Brugnummers 412, 426, 428, 467, 468, 477, 481, 484 en 498 zijn niet (meer) vergeven.
.